# Mikes-ház (Kolozsvár, Unió utca)
A Mikes-ház a kolozsvári Unió utca (8. szám)  egyik műemlék épülete. A romániai műemlékek  jegyzékében a CJ-II-m-B-07401 sorszámon szerepel.

## Leírás
1846-ban épült klasszicista stílusú épület. Építtetője, a művészetpártoló Mikes János reformpolitikus 1848-ban a kolozsvári nemzetőrség főparancsnoka volt. Az eredetileg szintén klasszicista stílusú műemlék hajdani szépségét már csak a kapualj és a lépcsőház tükrözi: 1912-ben Tischler Mór nagyvállalkozó teljesen átalakíttatta a ház homlokzatát. Kapualjában és lépcsőházában két Atlasz-szobor látható, amelyek az emeleti részt tartják. Az épület földszintjén nyitotta meg párizsi mintára berendezett női és férfifodrászatát Terkál Béla. Ma a Német Demokrata Fórum székel benne.